# Tom Bower
Pour les articles homonymes, voir Bower.
Tom Bower est un acteur et producteur de cinéma américain né le 3 janvier 1938 à Denver (Colorado) et mort le 30 mai 2024 à Los Angeles (Californie),.
Il apparaît dans des rôles très variés tant au cinéma que dans des séries télévisées.

## Biographie
Ralph Thomas Bower est né à Denver (Colorado) le 3 janvier 1938. Jeune, il envisage une carrière sportive, et pratique des sports comme le baseball, le basketball ou le golf. 

### Carrière
Tom Bower est devenu un acteur américain très polyvalent. Ses  performances variées à l'écran lui ont assuré une carrière stable à Hollywood. Son travail inlassable avec la Screen Actors Guild et son soutien à ses collègues acteurs font de lui une personnalité appréciée du métier.
Il est connu pour Les Brasiers de la colère (2013), Senior Love Triangle (2019) et Lucky Hank (2023).
Tom Bower apparaît aussi dans plusieurs séries télévisées, dont NYPD Blue, Monday After the Miracle (CBS) ; Riders of the Purple Sage pour TNT et Attica Against the Wall pour HBO.
Également acteur de théâtre, Tom Bower apparaît dans plus de 80 productions théâtrales à travers les États-Unis.
Il fait partie du conseil d'administration du théâtre Loretta de Santa Monica, dont il est l'un des membres fondateurs.
En 1981, Tom Bower est invité par Robert Redford à être « acteur ressource » au Sundance Institute pour le cinéma et la télévision. Il est actif à l'Institut depuis lors et est membre de son comité de nomination.
Tom Bower siège au conseil d'administration de la Screen Actors' Guild et est coprésident du comité du Festival du film.

### Vie privée
Tom Bower est marié avec Ursula Bower.

## Distinctions
- Tom Bower remporte le prix du « meilleur acteur » au Festival du film d'Hollywood – 2012, pour un court métrage intitulé A Good Thing
- Il est lauréat de l'accomplissement à vie et a reçu « The Sophia », par le Festival international du film de Syracuse 2011, le reconnaissant pour l’ensemble de sa carrière et son dévouement exceptionnel au Festival.
- Lauréat du « meilleur acteur dans un second rôle » 2011, pour le court  métrage intitulé A Good Thing, au Hollywood Reel Independent Film Festival.
- Président du jury et président du comité consultatif honoraire du Festival international du film de Syracuse – 2005 et suivantes.

## Filmographie

### Au cinéma
- 1986 : Le Bateau phare
- 1986 : Le Fleuve de la mort
- 1987 : Le Flic de Beverly Hills 2 : Russ Fielding
- 1988 : Distant Thunder de Rick Rosenthal
- 1989 : Coupable Ressemblance
- 1990 : 58 minutes pour vivre : Marvin, le gardien
- 1992 : Aigle de fer 3
- 1992 : L'Esprit de Caïn
- 1995 : Nixon
- 1995 : White Man
- 1995 : Loin de la maison  (Far from Home: The Adventures of Yellow Dog) : John Gale
- 1998 : Négociateur
- 2000 : Pollock
- 2001 : Cœurs perdus en Atlantide
- 2002 : Crimes et Pouvoir
- 2002 : En eaux troubles (The Badge)
- 2002 : Le Projet Laramie
- 2005 : L'Affaire Josey Aimes
- 2006 : La colline a des yeux
- 2008 : Appaloosa
- 2009 : Bad Lieutenant : Escale à La Nouvelle-Orléans de Werner Herzog
- 2009 : Crazy Heart
- 2010 : The Killer Inside Me
- 2013 : Les Brasiers de la colère
- 2013 : Dark Around the Stars : Silky
- 2014 : 13 Sins : le père
- 2014 : The Ever After : le père O'Meara
- 2014 : Runoff : Scratch
- 2014 : As You Like It : Jaques
- 2015 : Digging for Fire : Tom, le voisin
- 2015 : Garner, Iowa : Walter
- 2015 : Lamb : Foster
- 2015 : In Embryo : Ben
- 2019 : Light of My Life de Casey Affleck : Tom

### À la télévision
- 1974-1976 : 200 dollars plus les frais :  Jeff Cooperman / Officier Hensley (2 épisodes)
- 1975-1978 : La Famille des collines (série télévisée, 26 épisodes) : Dr Curtis Willard / Rex Barker
- 1976 : Super Jaimie :  Ted Ryan (1 épisode)
- 1979 : Lou Grant :  Lind (1 épisode)
- 1979 : Barnaby Jones :  Baxter (1 épisode)
- 1981-1986 : Capitaine Furillo :  De Petrus / Narcotics Cop (3 épisodes)
- 1984 : Arabesque :  Jonathan Bailey (1 épisode)
- 1985 : Superminds :  Jeffries (1 épisode)
- 1985 : Deux Flics à Miami :  détective Carter (série télévisée, 1 épisode)
- 1998 : Embrouille à Poodle Springs (Poodle Springs) de Bob Rafelson (téléfilm)
- 1990 : China Beach :  Archie Winslow (saison 3,  épisode 17 : Thanks of a Grateful Nation)
- 1999 : X-Files (saison 7, épisode 5 : À toute vitesse) : le shérif Harden
- 1999-2000 : Roswell :  Hubble (saison 1,  épisode 13)
- 2000 : À la Maison-Blanche :  général Ed Barrie (1 épisode)
- 2003 : The Tulse Luper Suitcases (partie 1 : The Moab Story)
- 2004 : NCIS : Enquêtes spéciales (Vanished)
- 2005 : Cold Case : Affaires classées (Best Friends) :  Curtis Collins
- 2005-2012 : Philadelphia :  Heinrich "Pop-Pop" Landgraf (2 épisodes)
- 2008 : Monk :  Bennie Wentworth (saison 6, épisode 14)
- 2013 : Esprits criminels : Damon Miller (saison 9, épisode 11 : Brutalisés)